# Tagadà (programma televisivo)
Tagadà è un programma televisivo italianoin onda su LA7 dal 26 ottobre 2015 con la conduzione di Tiziana Panella, affiancata da Alessio Orsingher.

## Il programma
Il programma è un talk show che si occupa di politica, economia, cronaca e spettacoli. 
Nelle oltre tre ore di messa in onda, la conduttrice Tiziana Panella intervista politici di maggioranza e opposizione, giornalisti, economisti, politologi, scrittori e grandi protagonisti della cultura italiana. Ampio spazio viene dato ai servizi, alle inchieste della redazione e ai collegamenti in esterna degli inviati Elena Testi, Nicola Campagnani e Luca Sappino. Il compito di monitorare le agenzie di stampa, effettuare il fact-checking e gestire l'interazione tra gli ospiti e i social network è invece affidato ad Alessio Orsingher, che cura la rassegna stampa in diretta. 
Dal 2025, nel mese di giugno, va in onda Tagadà cronache d’estate, con la conduzione di Alessio Orsingher e Luca Sappino (che già hanno condotto insieme anche il programma C’era una volta il Novecento).

## Storia
La durata del programma è cambiata nel corso degli anni. Dalla prima alla quarta edizione Tagadà è andato in onda fino alle ore 16:10; dalla quinta edizione, ossia dal 9 settembre 2019, si è allungato fino alle 17:00, introducendo uno spazio finale dedicato alle storie e alla cronaca.
Visti i buoni dati di ascolto, da dicembre 2019 la rete ha deciso di allungare ulteriormente la messa in onda fino alle 18:00. L'ultimo segmento della trasmissione si chiama TagaDoc e propone una serie di documentari introdotti e commentati da Panella e Orsingher e alcuni narrati da Andrea Purgatori.
Da febbraio 2020, in concomitanza con lo scoppio della pandemia di COVID-19, Tagadà inaugura la rubrica "All'esperto chiedo": i telespettatori intervengono al telefono, in diretta, per porre domande di carattere scientifico o giuridico ad alcuni esperti selezionati dalla trasmissione, tra i quali spiccano per assiduità e affezione il professor Aldo Morrone, medico e dirigente sanitario, e il costituzionalista Alfonso Celotto.
Dalla sesta edizione il programma va in onda fino alle 17:00, confermando nell'ultima ora di programmazione lo spazio delle telefonate in diretta.
A partire dal 28 dicembre 2020, a seguito della chiusura di Senti chi mangia torna il segmento TagaDoc fino alle 18:00, successivamente verranno proposti due documentari fino alle 19:00.
Dal 7 ottobre 2024, la trasmissione si allunga fino alle 17:30, inaugurando nuove rubriche.
Il 24 giugno 2021, per celebrare i 20 anni dalla nascita di LA7 e la fine del sesto ciclo di messa in onda, il programma viene promosso in prima serata con uno speciale dal titolo "Viaggio in Italia", con reportage e inchieste sui luoghi simbolo della pandemia di COVID-19 girati dalla stessa Tiziana Panella, presente anche in studio. Nell'inedito ruolo di inviato c'è Alessio Orsingher, collegato dal Circo Massimo di Roma.
Da febbraio a maggio 2022 in seguito allo scoppio della guerra in Ucraina e nuovamente il 22 ottobre 2022 in vista della nascita del nuovo governo il programma è andato in onda anche di sabato con la conduzione di Alessio Orsingher e Luca Sappino.

## Edizioni
| Edizione | Anno      | Conduzione      | Co-conduzione     | Periodo           | Periodo        |
| Edizione | Anno      | Conduzione      | Co-conduzione     | Inizio            | Fine           |
| -------- | --------- | --------------- | ----------------- | ----------------- | -------------- |
| 1ª       | 2015-2016 | Tiziana Panella | Alessio Orsingher | 26 ottobre 2015   | 24 giugno 2016 |
| 2ª       | 2016-2017 | Tiziana Panella | Alessio Orsingher | 12 settembre 2016 | 30 giugno 2017 |
| 3ª       | 2017-2018 | Tiziana Panella | Alessio Orsingher | 11 settembre 2017 | 29 giugno 2018 |
| 4ª       | 2018-2019 | Tiziana Panella | Alessio Orsingher | 17 settembre 2018 | 28 giugno 2019 |
| 5ª       | 2019-2020 | Tiziana Panella | Alessio Orsingher | 9 settembre 2019  | 26 giugno 2020 |
| 6ª       | 2020-2021 | Tiziana Panella | Alessio Orsingher | 7 settembre 2020  | 25 giugno 2021 |
| 7ª       | 2021-2022 | Tiziana Panella | Alessio Orsingher | 13 settembre 2021 | 24 giugno 2022 |
| 8ª       | 2022-2023 | Tiziana Panella | Alessio Orsingher | 5 settembre 2022  | 30 giugno 2023 |
| 9ª       | 2023-2024 | Tiziana Panella | Alessio Orsingher | 11 settembre 2023 | 28 giugno 2024 |
| 10ª      | 2024-2025 | Tiziana Panella | Alessio Orsingher | 9 settembre 2024  | in corso       |

## Programmazione
| Edizione | Rete televisiva | Anno      | Stagione | Programmazione | Programmazione | Programmazione | Programmazione | Programmazione | Programmazione | Programmazione | Collocazione |
| Edizione | Rete televisiva | Anno      | Stagione | L              | M              | M              | G              | V              | S              | D              | Collocazione |
| -------- | --------------- | --------- | -------- | -------------- | -------------- | -------------- | -------------- | -------------- | -------------- | -------------- | ------------ |
| 1ª       | LA7             | 2015-2016 |          |                |                |                |                |                |                |                | Day-time     |
| 2ª       | LA7             | 2016-2017 |          |                |                |                |                |                |                |                | Day-time     |
| 3ª       | LA7             | 2017-2018 |          |                |                |                |                |                |                |                | Day-time     |
| 4ª       | LA7             | 2018-2019 |          |                |                |                |                |                |                |                | Day-time     |
| 5ª       | LA7             | 2019-2020 |          |                |                |                |                |                |                |                | Day-time     |
| 6ª       | LA7             | 2020-2021 |          |                |                |                |                |                |                |                | Day-time     |
| 7ª       | LA7             | 2021-2022 |          |                |                |                |                |                |                |                | Day-time     |
| 8ª       | LA7             | 2022-2023 |          |                |                |                |                |                |                |                | Day-time     |
| 9ª       | LA7             | 2023-2024 |          |                |                |                |                |                |                |                | Day-time     |
| 10ª      | LA7             | 2024-2025 |          |                |                |                |                |                |                |                | Day-time     |